# Josephus Hubertus Creemers

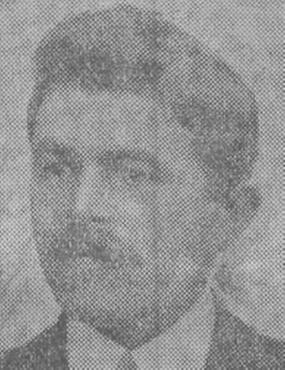
J.H. Creemers (ca. 1932)

Josephus Hubertus Creemers (Tungelroy, 2 augustus 1888 – 22 mei 1972) was een Nederlands politicus. 
Hij werd in de gemeente Weert geboren als zoon van Peeter Jacobus Creemers (1855-1926) en Joanna Maria Helena Smeijers (1859-1893). Hij was aanvankelijk net als zijn ouders werkzaam in de landbouwsector maar hij was daarnaast ook actief in de lokale politiek. In 1919 kwam hij in de gemeenteraad van Stramproy en in 1931 werd hij daar wethouder. Een jaar later volgde hij, de kort daarvoor overleden, Th.J. Ament op als gemeentesecretaris van Stramproy. Met ingang van 1 mei 1941 werd Creemers benoemd tot burgemeester van die gemeente. Hij ging in 1953 met pensioen en overleed in 1972 op 83-jarige leeftijd. 
Zijn zoon Hub Creemers was eveneens burgemeester. 